# Jonathan Píriz
Jonathan Píriz, vollständiger Name Jonathan Alberto Píriz Palacio, (* 2. Oktober 1986 in Montevideo) ist ein uruguayischer Fußballspieler.

## Karriere
Der 1,85 Meter große Defensivakteur Píriz stand zu Beginn seiner Karriere in der Apertura 2007 und der Clausura 2008 in Reihen des Club Atlético Progreso. Während der Spielzeit 2008/09 war er für den Club Atlético Peñarol aktiv. Ende Januar 2010 wechselte er von Progreso zu Centro Atlético Fénix. Dort absolvierte er bis Juli 2013 insgesamt 85 Partien in der Primera División und erzielte ein Tor (2009/10: 14 Spiele / 0 Tore; 2010/11: 27/0; 2011/12: 28/1; 2012/13: 16/0). Zudem lief er zweimal (kein Tor) in der Copa Sudamericana auf. Von Juli 2013 bis Ende Januar 2014 spielte er für den ecuadorianischen Klub Independiente del Valle elfmal (kein Tor) in der Serie A und zweimal (kein Tor) in der Copa Sudamericana. In der Clausura 2014 folgte eine Karrierestation bei Nacional Montevideo. Lediglich ein Erstligaeinsatz (kein Tor) und drei absolvierte Begegnungen (kein Tor) der Copa Libertadores stehen bei den „Bolsos“ für ihn zu Buche. Anschließend wechselte er zum Erstligaaufsteiger Rampla Juniors. In der Spielzeit 2014/15 wurde er fünfmal (kein Tor) in der höchsten uruguayischen Spielklasse eingesetzt. Mitte August 2015 verließ er den Klub zugunsten des Club Atlético Rentistas. Bereits im Februar 2016 wechselte erneut den Arbeitgeber und setzte seine Karriere beim Club Atlético Cerro fort. Dort kam er zu keinem Erstligaeinsatz und schloss sich im Juli 2016 Liverpool Montevideo an.